# 50-40-90クラブ

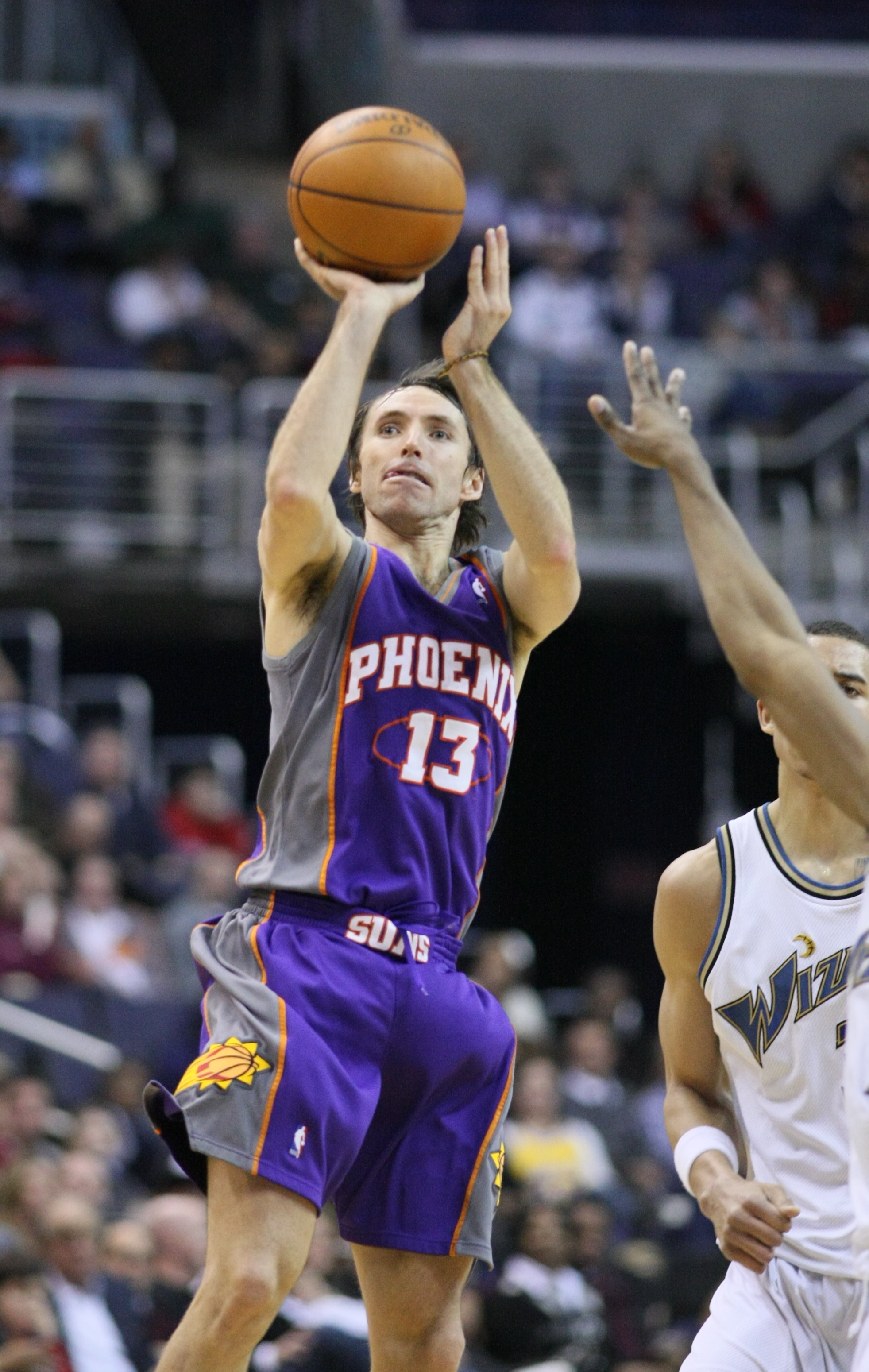
スティーブ・ナッシュは史上最多となる4回の50-40-90クラブを達成した。

50-40-90クラブ（50-40-90 club）は、NBAにおいて、シーズン成功率で50%以上のフィールドゴール・40%以上のスリーポイントフィールドゴール・90%以上のフリースローを全て記録した選手の集団である（なお、1979-80シーズンにスリーポイントフィールドゴールが導入された）。
インサイドに強い選手はフィールドゴール成功率は高く、アウトサイドからのシュートが得意な選手はスリーポイントやフリースローが高い傾向にあるが、その両方を満たす選手は少ない。また、フィールドゴールのみ、またはスリーポイントのみ達成できる選手は多いが、フリースロー90%以上の選手は年間最多でもわずか6人である。
50-40-90クラブを複数回達成したことのある選手は、スティーブ・ナッシュ、ラリー・バード、ケビン・デュラントのみである。

## 達成者一覧
| No | 名前                     | 球団                             | シーズン | 試合 | FG%  | 3P%  | FT%  | 平均得点 |
| -- | ------------------------ | -------------------------------- | -------- | ---- | ---- | ---- | ---- | -------- |
| 1  | ラリー・バード           | ボストン・セルティックス         | 1986–87  | 74   | .525 | .400 | .910 | 28.1     |
| 2  | ラリー・バード (2)       | ボストン・セルティックス         | 1987–88  | 76   | .527 | .414 | .916 | 29.9     |
| 3  | マーク・プライス         | クリーブランド・キャバリアーズ   | 1988–89  | 75   | .526 | .441 | .901 | 18.9     |
| 4  | レジー・ミラー           | インディアナ・ペイサーズ         | 1993–94  | 79   | .503 | .421 | .908 | 19.9     |
| 5  | スティーブ・ナッシュ     | フェニックス・サンズ             | 2005–06  | 79   | .512 | .439 | .921 | 18.9     |
| 6  | ダーク・ノヴィツキー     | ダラス・マーベリックス           | 2006–07  | 78   | .502 | .416 | .904 | 24.6     |
| 7  | スティーブ・ナッシュ (2) | フェニックス・サンズ             | 2007–08  | 81   | .504 | .470 | .906 | 16.9     |
| 8  | スティーブ・ナッシュ (3) | フェニックス・サンズ             | 2008–09  | 74   | .503 | .439 | .933 | 15.7     |
| 9  | スティーブ・ナッシュ (4) | フェニックス・サンズ             | 2009–10  | 81   | .507 | .426 | .938 | 16.5     |
| 10 | ケビン・デュラント       | オクラホマシティ・サンダー       | 2012–13  | 81   | .510 | .416 | .905 | 28.2     |
| 11 | ステフィン・カリー       | ゴールデンステート・ウォリアーズ | 2015–16  | 79   | .504 | .454 | .908 | 30.1     |
| 12 | マルコム・ブログドン     | ミルウォーキー・バックス         | 2018–19  | 64   | .505 | .426 | .928 | 15.6     |
| 13 | カイリー・アービング     | ブルックリン・ネッツ             | 2020–21  | 54   | .506 | .402 | .922 | 26.9     |
| 14 | ケビン・デュラント (2)   | フェニックス・サンズ             | 2022–23  | 47   | .560 | .404 | .919 | 29.1     |

- 2023-24シーズン終了時
- 青背景色は当該シーズンでリーグ1位
- 太字は3項目全てで基準値より1%以上高い

### その他の記録
- ステフィン・カリー：シーズン平均30得点以上かつ得点王を受賞しつつ50-40-90クラブを達成した史上唯一の選手（2015-16シーズン）[2]

- クイン・クック：NBAGリーグ史上初の50-40-90クラブを達成（2018年）

- エレーナ・デレ・ダン：WNBA史上初の50-40-90クラブを達成（2019年）

- トニー・スネル：NBA史上初となる50-50-100クラブを達成（フィールドゴール試投を最低100本以上, 2020-21シーズン）